# WISEPA J041022.71+150248.5
WISEPA J041022.71+150248.5 (förkortat WISE 0410+1502) är en ensam stjärna belägen i den mellersta delen av stjärnbilden Oxen. Den har en högsta skenbar magnitud av ca 19,0 och kräver ett teleskop med kamera för att kunna observeras. Baserat på en trignometrisk parallax på ca 151,3 mas, beräknas den befinna sig på ett avstånd på ca 21,6 ljusår (6,6 parsek) från solen. Den är en av solens närmaste grannar, speciellt om man antar en föråldrad parallax av Marsh et al., motsvarande ett ännu närmare avstånd på cirka 14 ljusår.

## Observation
WISE 0410+1502 upptäcktes 2011 genom data som samlats in av Wide-field Infrared Survey Explorer (WISE)-satelliten som kretsar kring jorden — NASA:s rymdteleskop med infraröd våglängd på 40, vilket uppdrag varade från december 2009 till februari 2011. WISE 0410+1502 har två upptäcktsdokument: Kirkpatrick et al. (2011) och Cushing et al. (2011), dock i princip med samma författare och publicerad nästan samtidigt.

## Egenskaper
WISE 0410+1502 brun dvärgstjärna av spektralklass Y0 V. Den har en massa som är lika med ca 3-9 jupitermassor, en radie som är ca 1,09-1,22 jupiterradie och har en effektiv temperatur av ca 450 K.
Eftersom massuppskattning 3–9 jupitermassor ligger under den nedre massagränsen för brun dvärg på ca 13 jupitermassor, kan den faktiskt vara en brun underdvärg eller en fri planet.